# Diplocaulobium validicolle
Diplocaulobium validicolle là một loài thực vật có hoa trong họ Lan. Loài này được (J.J.Sm.) Kraenzl. mô tả khoa học đầu tiên năm 1910.